# Puya dasylirioides
Puya dasylirioides är en gräsväxtart som beskrevs av Paul Carpenter Standley. Puya dasylirioides ingår i släktet Puya och familjen Bromeliaceae. Inga underarter finns listade i Catalogue of Life.

## Bildgalleri

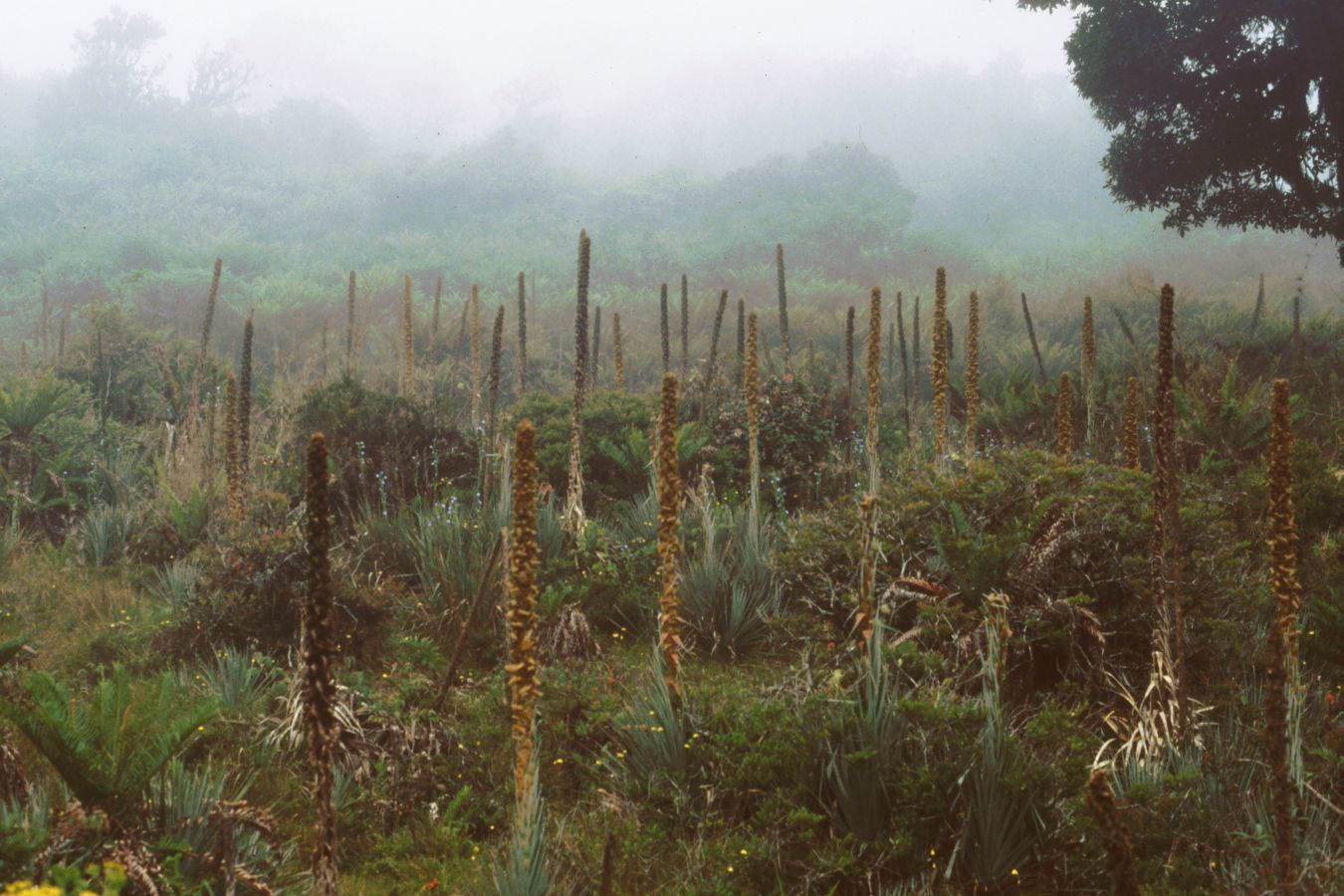